# Ґжеґож Любранський
Ґжеґож Любранський гербу Годземба (пом. 1500) — польський римо-католицький і державний діяч, дипломат; декан краківський (1494–1498), підканцлер коронний (1484–1497).

## Життєпис
Народився у родині Бернарда Миколаєвича з Великого Любранця і Анни, доньки Болести з Бонєва, гербу Огоньчик. Мав братів Ламберта (Також Руперта), Лазаря, Вацлава, Яна та Миколая й сестру Марту.
У молодості служив у війську, відзначився мужністю й відвагою, чим заслужив повагу й визнання у короля Казимира Ягеллончика. Навчався у Академії Краківській, 1447 року отримав ступінь бакалавра, 1450 року — магістра.

### Політична кар'єра
Працював у королівській канцелярії нотаріусом і секретарем королівським (з 1475 р.). 1469 року їздив послом до короля богемського. Був жупником велицько-бохенським (1470–1488), великорадцею краківським (1479–1489), підканцлером коронним (1484–1497).
Через поважний вік і слабке здоров'я у липні 1495 року він хотів скласти обов'язки підканцлера і віддати малу печатку, проте ще півтора року за волею короля перебував на цій посаді — аж до призначення на неї Вінцентія Пшерембського. На важливому Пйотркувському сеймі 1496 року він уже не був присутній.

### Церковна кар'єра
Ґжеґож Любранський займав ряд церковних урядів. Він був каноніком (1476) і схоластиком краківським, каноніком ґнєзненський (1478–1490); архідияконом краківським і пробстом скальбмезьким (1479), пробстом святого Флоріана (Краків) (1484), пробстом познанським (1492–1493), деканом краківським (1494–1498).
Після смерті 1497 року плоцького єпископа Пйотра з Хоткова, король Ян I Ольбрахт хотів, щоб на його місце обрали Ґжеґожа Любранського. Проте останній відмовився від цього титулу та посади через поважний вік і стан здоров'я на користь свого племінника Яна Любранського, і король пристав на цей вибір.
Помер Ґжеґож Любранський 1500 року, похований у краківській катедрі.